# Drei-Farben-Haus

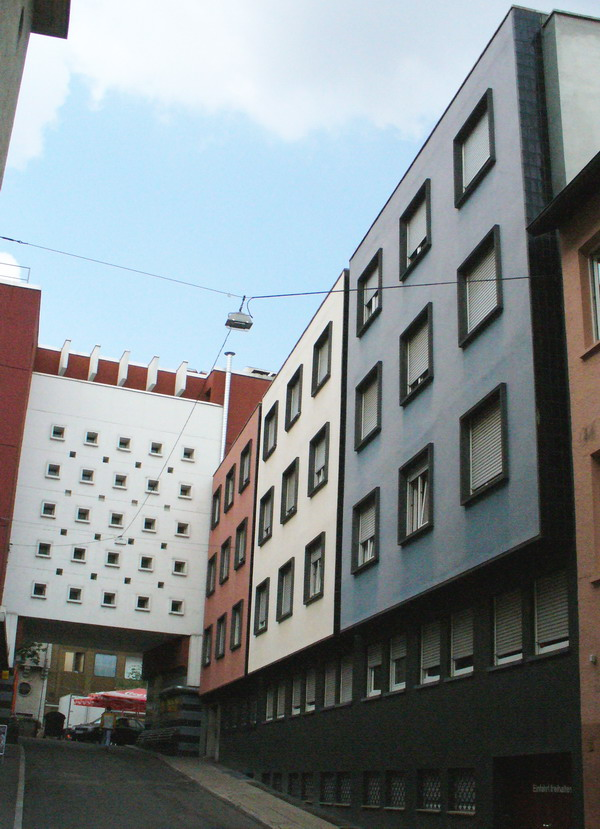
Drei-Farben-Haus

Das Drei-Farben-Haus ist Stuttgarts ältestes Bordell. Es liegt in Stuttgart-Mitte in der Straße Bebenhäuser Hof unweit der Königstraße.

## Lage und Beschaffenheit
Das Haus liegt im belebten Innenstadtviertel zwischen dem Ende der Königstraße und dem Marktplatz mit dem Stuttgarter Rathaus. Der Name rührt von seinem markanten rot-weiß-blauen Hausanstrich her.  67 Prostituierte unterschiedlicher Nationalitäten  arbeiteten im Jahr 2007 in dem seit 1957 bestehenden Laufhaus. Das „DFH“ besitzt in den drei verbundenen Gebäuden inklusive der Keller fünf Stockwerke mit bis zu 24 Zimmern je Haus, deren Nummerierung noch aus der Zeit stammt, als die Flure der Häuser noch getrennt waren und der Zugang nur über den Hof erfolgte.

## Ambiente
Das Interieur und der Zustand innen sind im Stil des Gründungsjahres 1957 gehalten. Die Zimmer sind mit einem Waschbecken ausgestattet, Gänge und Treppen sind der Bauweise entsprechend eher funktional gehalten. Die etwa zwölf Quadratmeter großen Zimmer sind je nach Dienstleistungsangebot und dem Geschmack der Mieterin eingerichtet. Am Eingang und in den Etagen tragen Aufseher zu einem geregelten Ablauf bei. In den Zimmern sind Notruf-Klingelknöpfe angebracht.

## Genre
Es handelt sich um ein reines Laufhaus im klassischen Sinne ohne zusätzliche Clubräume oder Bar. Es wurde seinerzeit von der Stadt als reines Dirnenwohnheim mit sozialer Begründung und strengen Auflagen an den Betreiber so genehmigt, besonders auch, um das Zuhältertum und sonstige Rechtsverstöße oder Beschwerden von vornherein zu begrenzen. So gibt es auch eine für die Öffentlichkeit nicht zugängliche Kantine, Gemeinschaftsbäder, Duschen und Sanitärräume für die Bewohnerinnen. Das DFH war lange Zeit vorbildlich für andere Einrichtungen in Deutschland.